# Gerard Francisco Timoner
Gerard Francisco Timoner, O.P. (Daet, 26 januari 1968) is een Filipijns rooms-katholiek priester. 
In 1985 trad hij toe tot de Dominicanen. Hij studeerde af in de filosofie in 1991 aan het Philippine Dominican Center for International Studies en in 1994 in theologie aan de University of Santo Tomas in Manilla. In 1995 ontving hij de priesterwijding. Aan de Radboud Universiteit in Nijmegen studeerde hij in 2004 interculturele theologie.
Timoner was professor theologie aan de University of Santo Tomas in Manilla. Ook was hij vice-kanselier van deze universiteit. Hij was provinciaal van de dominicanen op de Filipijnen en socius voor "Asia and the Pacific". In 2014 benoemde paus Franciscus hem tot lid van de internationale theologiecommissie. 
Op 13 juli 2019 werd Timoner in Biên Hòa (Vietnam) benoemd tot magister-generaal van de dominicanen. Hij is de 87e opvolger van de heilige Dominicus.
- Gemeinsame Normdatei: 1107194199
- International Standard Name Identifier: 0000 0005 0276 2866
- Virtual International Authority File: 41146937810513832284